# Allumwandlung
L'allumwandlung è un problema o uno studio di scacchi la cui soluzione prevede la promozione di uno o più pedoni a tutti i pezzi possibili (donna, torre, alfiere e cavallo). Il termine è tedesco e significa "promozione completa".

## Storia
|   | a | b | c | d | e | f | g | h |   |
| 8 | a7 torre del bianco · e6 re del nero · f6 pedone del bianco · g6 pedone del bianco · d5 pedone del nero · e5 pedone del nero · f5 pedone del nero · d4 alfiere del bianco · f4 pedone del bianco · b3 re del bianco · d3 pedone del bianco · f3 pedone del bianco | a7 torre del bianco · e6 re del nero · f6 pedone del bianco · g6 pedone del bianco · d5 pedone del nero · e5 pedone del nero · f5 pedone del nero · d4 alfiere del bianco · f4 pedone del bianco · b3 re del bianco · d3 pedone del bianco · f3 pedone del bianco | a7 torre del bianco · e6 re del nero · f6 pedone del bianco · g6 pedone del bianco · d5 pedone del nero · e5 pedone del nero · f5 pedone del nero · d4 alfiere del bianco · f4 pedone del bianco · b3 re del bianco · d3 pedone del bianco · f3 pedone del bianco | a7 torre del bianco · e6 re del nero · f6 pedone del bianco · g6 pedone del bianco · d5 pedone del nero · e5 pedone del nero · f5 pedone del nero · d4 alfiere del bianco · f4 pedone del bianco · b3 re del bianco · d3 pedone del bianco · f3 pedone del bianco | a7 torre del bianco · e6 re del nero · f6 pedone del bianco · g6 pedone del bianco · d5 pedone del nero · e5 pedone del nero · f5 pedone del nero · d4 alfiere del bianco · f4 pedone del bianco · b3 re del bianco · d3 pedone del bianco · f3 pedone del bianco | a7 torre del bianco · e6 re del nero · f6 pedone del bianco · g6 pedone del bianco · d5 pedone del nero · e5 pedone del nero · f5 pedone del nero · d4 alfiere del bianco · f4 pedone del bianco · b3 re del bianco · d3 pedone del bianco · f3 pedone del bianco | a7 torre del bianco · e6 re del nero · f6 pedone del bianco · g6 pedone del bianco · d5 pedone del nero · e5 pedone del nero · f5 pedone del nero · d4 alfiere del bianco · f4 pedone del bianco · b3 re del bianco · d3 pedone del bianco · f3 pedone del bianco | a7 torre del bianco · e6 re del nero · f6 pedone del bianco · g6 pedone del bianco · d5 pedone del nero · e5 pedone del nero · f5 pedone del nero · d4 alfiere del bianco · f4 pedone del bianco · b3 re del bianco · d3 pedone del bianco · f3 pedone del bianco | 8 |
| 7 | a7 torre del bianco · e6 re del nero · f6 pedone del bianco · g6 pedone del bianco · d5 pedone del nero · e5 pedone del nero · f5 pedone del nero · d4 alfiere del bianco · f4 pedone del bianco · b3 re del bianco · d3 pedone del bianco · f3 pedone del bianco | a7 torre del bianco · e6 re del nero · f6 pedone del bianco · g6 pedone del bianco · d5 pedone del nero · e5 pedone del nero · f5 pedone del nero · d4 alfiere del bianco · f4 pedone del bianco · b3 re del bianco · d3 pedone del bianco · f3 pedone del bianco | a7 torre del bianco · e6 re del nero · f6 pedone del bianco · g6 pedone del bianco · d5 pedone del nero · e5 pedone del nero · f5 pedone del nero · d4 alfiere del bianco · f4 pedone del bianco · b3 re del bianco · d3 pedone del bianco · f3 pedone del bianco | a7 torre del bianco · e6 re del nero · f6 pedone del bianco · g6 pedone del bianco · d5 pedone del nero · e5 pedone del nero · f5 pedone del nero · d4 alfiere del bianco · f4 pedone del bianco · b3 re del bianco · d3 pedone del bianco · f3 pedone del bianco | a7 torre del bianco · e6 re del nero · f6 pedone del bianco · g6 pedone del bianco · d5 pedone del nero · e5 pedone del nero · f5 pedone del nero · d4 alfiere del bianco · f4 pedone del bianco · b3 re del bianco · d3 pedone del bianco · f3 pedone del bianco | a7 torre del bianco · e6 re del nero · f6 pedone del bianco · g6 pedone del bianco · d5 pedone del nero · e5 pedone del nero · f5 pedone del nero · d4 alfiere del bianco · f4 pedone del bianco · b3 re del bianco · d3 pedone del bianco · f3 pedone del bianco | a7 torre del bianco · e6 re del nero · f6 pedone del bianco · g6 pedone del bianco · d5 pedone del nero · e5 pedone del nero · f5 pedone del nero · d4 alfiere del bianco · f4 pedone del bianco · b3 re del bianco · d3 pedone del bianco · f3 pedone del bianco | a7 torre del bianco · e6 re del nero · f6 pedone del bianco · g6 pedone del bianco · d5 pedone del nero · e5 pedone del nero · f5 pedone del nero · d4 alfiere del bianco · f4 pedone del bianco · b3 re del bianco · d3 pedone del bianco · f3 pedone del bianco | 7 |
| 6 | a7 torre del bianco · e6 re del nero · f6 pedone del bianco · g6 pedone del bianco · d5 pedone del nero · e5 pedone del nero · f5 pedone del nero · d4 alfiere del bianco · f4 pedone del bianco · b3 re del bianco · d3 pedone del bianco · f3 pedone del bianco | a7 torre del bianco · e6 re del nero · f6 pedone del bianco · g6 pedone del bianco · d5 pedone del nero · e5 pedone del nero · f5 pedone del nero · d4 alfiere del bianco · f4 pedone del bianco · b3 re del bianco · d3 pedone del bianco · f3 pedone del bianco | a7 torre del bianco · e6 re del nero · f6 pedone del bianco · g6 pedone del bianco · d5 pedone del nero · e5 pedone del nero · f5 pedone del nero · d4 alfiere del bianco · f4 pedone del bianco · b3 re del bianco · d3 pedone del bianco · f3 pedone del bianco | a7 torre del bianco · e6 re del nero · f6 pedone del bianco · g6 pedone del bianco · d5 pedone del nero · e5 pedone del nero · f5 pedone del nero · d4 alfiere del bianco · f4 pedone del bianco · b3 re del bianco · d3 pedone del bianco · f3 pedone del bianco | a7 torre del bianco · e6 re del nero · f6 pedone del bianco · g6 pedone del bianco · d5 pedone del nero · e5 pedone del nero · f5 pedone del nero · d4 alfiere del bianco · f4 pedone del bianco · b3 re del bianco · d3 pedone del bianco · f3 pedone del bianco | a7 torre del bianco · e6 re del nero · f6 pedone del bianco · g6 pedone del bianco · d5 pedone del nero · e5 pedone del nero · f5 pedone del nero · d4 alfiere del bianco · f4 pedone del bianco · b3 re del bianco · d3 pedone del bianco · f3 pedone del bianco | a7 torre del bianco · e6 re del nero · f6 pedone del bianco · g6 pedone del bianco · d5 pedone del nero · e5 pedone del nero · f5 pedone del nero · d4 alfiere del bianco · f4 pedone del bianco · b3 re del bianco · d3 pedone del bianco · f3 pedone del bianco | a7 torre del bianco · e6 re del nero · f6 pedone del bianco · g6 pedone del bianco · d5 pedone del nero · e5 pedone del nero · f5 pedone del nero · d4 alfiere del bianco · f4 pedone del bianco · b3 re del bianco · d3 pedone del bianco · f3 pedone del bianco | 6 |
| 5 | a7 torre del bianco · e6 re del nero · f6 pedone del bianco · g6 pedone del bianco · d5 pedone del nero · e5 pedone del nero · f5 pedone del nero · d4 alfiere del bianco · f4 pedone del bianco · b3 re del bianco · d3 pedone del bianco · f3 pedone del bianco | a7 torre del bianco · e6 re del nero · f6 pedone del bianco · g6 pedone del bianco · d5 pedone del nero · e5 pedone del nero · f5 pedone del nero · d4 alfiere del bianco · f4 pedone del bianco · b3 re del bianco · d3 pedone del bianco · f3 pedone del bianco | a7 torre del bianco · e6 re del nero · f6 pedone del bianco · g6 pedone del bianco · d5 pedone del nero · e5 pedone del nero · f5 pedone del nero · d4 alfiere del bianco · f4 pedone del bianco · b3 re del bianco · d3 pedone del bianco · f3 pedone del bianco | a7 torre del bianco · e6 re del nero · f6 pedone del bianco · g6 pedone del bianco · d5 pedone del nero · e5 pedone del nero · f5 pedone del nero · d4 alfiere del bianco · f4 pedone del bianco · b3 re del bianco · d3 pedone del bianco · f3 pedone del bianco | a7 torre del bianco · e6 re del nero · f6 pedone del bianco · g6 pedone del bianco · d5 pedone del nero · e5 pedone del nero · f5 pedone del nero · d4 alfiere del bianco · f4 pedone del bianco · b3 re del bianco · d3 pedone del bianco · f3 pedone del bianco | a7 torre del bianco · e6 re del nero · f6 pedone del bianco · g6 pedone del bianco · d5 pedone del nero · e5 pedone del nero · f5 pedone del nero · d4 alfiere del bianco · f4 pedone del bianco · b3 re del bianco · d3 pedone del bianco · f3 pedone del bianco | a7 torre del bianco · e6 re del nero · f6 pedone del bianco · g6 pedone del bianco · d5 pedone del nero · e5 pedone del nero · f5 pedone del nero · d4 alfiere del bianco · f4 pedone del bianco · b3 re del bianco · d3 pedone del bianco · f3 pedone del bianco | a7 torre del bianco · e6 re del nero · f6 pedone del bianco · g6 pedone del bianco · d5 pedone del nero · e5 pedone del nero · f5 pedone del nero · d4 alfiere del bianco · f4 pedone del bianco · b3 re del bianco · d3 pedone del bianco · f3 pedone del bianco | 5 |
| 4 | a7 torre del bianco · e6 re del nero · f6 pedone del bianco · g6 pedone del bianco · d5 pedone del nero · e5 pedone del nero · f5 pedone del nero · d4 alfiere del bianco · f4 pedone del bianco · b3 re del bianco · d3 pedone del bianco · f3 pedone del bianco | a7 torre del bianco · e6 re del nero · f6 pedone del bianco · g6 pedone del bianco · d5 pedone del nero · e5 pedone del nero · f5 pedone del nero · d4 alfiere del bianco · f4 pedone del bianco · b3 re del bianco · d3 pedone del bianco · f3 pedone del bianco | a7 torre del bianco · e6 re del nero · f6 pedone del bianco · g6 pedone del bianco · d5 pedone del nero · e5 pedone del nero · f5 pedone del nero · d4 alfiere del bianco · f4 pedone del bianco · b3 re del bianco · d3 pedone del bianco · f3 pedone del bianco | a7 torre del bianco · e6 re del nero · f6 pedone del bianco · g6 pedone del bianco · d5 pedone del nero · e5 pedone del nero · f5 pedone del nero · d4 alfiere del bianco · f4 pedone del bianco · b3 re del bianco · d3 pedone del bianco · f3 pedone del bianco | a7 torre del bianco · e6 re del nero · f6 pedone del bianco · g6 pedone del bianco · d5 pedone del nero · e5 pedone del nero · f5 pedone del nero · d4 alfiere del bianco · f4 pedone del bianco · b3 re del bianco · d3 pedone del bianco · f3 pedone del bianco | a7 torre del bianco · e6 re del nero · f6 pedone del bianco · g6 pedone del bianco · d5 pedone del nero · e5 pedone del nero · f5 pedone del nero · d4 alfiere del bianco · f4 pedone del bianco · b3 re del bianco · d3 pedone del bianco · f3 pedone del bianco | a7 torre del bianco · e6 re del nero · f6 pedone del bianco · g6 pedone del bianco · d5 pedone del nero · e5 pedone del nero · f5 pedone del nero · d4 alfiere del bianco · f4 pedone del bianco · b3 re del bianco · d3 pedone del bianco · f3 pedone del bianco | a7 torre del bianco · e6 re del nero · f6 pedone del bianco · g6 pedone del bianco · d5 pedone del nero · e5 pedone del nero · f5 pedone del nero · d4 alfiere del bianco · f4 pedone del bianco · b3 re del bianco · d3 pedone del bianco · f3 pedone del bianco | 4 |
| 3 | a7 torre del bianco · e6 re del nero · f6 pedone del bianco · g6 pedone del bianco · d5 pedone del nero · e5 pedone del nero · f5 pedone del nero · d4 alfiere del bianco · f4 pedone del bianco · b3 re del bianco · d3 pedone del bianco · f3 pedone del bianco | a7 torre del bianco · e6 re del nero · f6 pedone del bianco · g6 pedone del bianco · d5 pedone del nero · e5 pedone del nero · f5 pedone del nero · d4 alfiere del bianco · f4 pedone del bianco · b3 re del bianco · d3 pedone del bianco · f3 pedone del bianco | a7 torre del bianco · e6 re del nero · f6 pedone del bianco · g6 pedone del bianco · d5 pedone del nero · e5 pedone del nero · f5 pedone del nero · d4 alfiere del bianco · f4 pedone del bianco · b3 re del bianco · d3 pedone del bianco · f3 pedone del bianco | a7 torre del bianco · e6 re del nero · f6 pedone del bianco · g6 pedone del bianco · d5 pedone del nero · e5 pedone del nero · f5 pedone del nero · d4 alfiere del bianco · f4 pedone del bianco · b3 re del bianco · d3 pedone del bianco · f3 pedone del bianco | a7 torre del bianco · e6 re del nero · f6 pedone del bianco · g6 pedone del bianco · d5 pedone del nero · e5 pedone del nero · f5 pedone del nero · d4 alfiere del bianco · f4 pedone del bianco · b3 re del bianco · d3 pedone del bianco · f3 pedone del bianco | a7 torre del bianco · e6 re del nero · f6 pedone del bianco · g6 pedone del bianco · d5 pedone del nero · e5 pedone del nero · f5 pedone del nero · d4 alfiere del bianco · f4 pedone del bianco · b3 re del bianco · d3 pedone del bianco · f3 pedone del bianco | a7 torre del bianco · e6 re del nero · f6 pedone del bianco · g6 pedone del bianco · d5 pedone del nero · e5 pedone del nero · f5 pedone del nero · d4 alfiere del bianco · f4 pedone del bianco · b3 re del bianco · d3 pedone del bianco · f3 pedone del bianco | a7 torre del bianco · e6 re del nero · f6 pedone del bianco · g6 pedone del bianco · d5 pedone del nero · e5 pedone del nero · f5 pedone del nero · d4 alfiere del bianco · f4 pedone del bianco · b3 re del bianco · d3 pedone del bianco · f3 pedone del bianco | 3 |
| 2 | a7 torre del bianco · e6 re del nero · f6 pedone del bianco · g6 pedone del bianco · d5 pedone del nero · e5 pedone del nero · f5 pedone del nero · d4 alfiere del bianco · f4 pedone del bianco · b3 re del bianco · d3 pedone del bianco · f3 pedone del bianco | a7 torre del bianco · e6 re del nero · f6 pedone del bianco · g6 pedone del bianco · d5 pedone del nero · e5 pedone del nero · f5 pedone del nero · d4 alfiere del bianco · f4 pedone del bianco · b3 re del bianco · d3 pedone del bianco · f3 pedone del bianco | a7 torre del bianco · e6 re del nero · f6 pedone del bianco · g6 pedone del bianco · d5 pedone del nero · e5 pedone del nero · f5 pedone del nero · d4 alfiere del bianco · f4 pedone del bianco · b3 re del bianco · d3 pedone del bianco · f3 pedone del bianco | a7 torre del bianco · e6 re del nero · f6 pedone del bianco · g6 pedone del bianco · d5 pedone del nero · e5 pedone del nero · f5 pedone del nero · d4 alfiere del bianco · f4 pedone del bianco · b3 re del bianco · d3 pedone del bianco · f3 pedone del bianco | a7 torre del bianco · e6 re del nero · f6 pedone del bianco · g6 pedone del bianco · d5 pedone del nero · e5 pedone del nero · f5 pedone del nero · d4 alfiere del bianco · f4 pedone del bianco · b3 re del bianco · d3 pedone del bianco · f3 pedone del bianco | a7 torre del bianco · e6 re del nero · f6 pedone del bianco · g6 pedone del bianco · d5 pedone del nero · e5 pedone del nero · f5 pedone del nero · d4 alfiere del bianco · f4 pedone del bianco · b3 re del bianco · d3 pedone del bianco · f3 pedone del bianco | a7 torre del bianco · e6 re del nero · f6 pedone del bianco · g6 pedone del bianco · d5 pedone del nero · e5 pedone del nero · f5 pedone del nero · d4 alfiere del bianco · f4 pedone del bianco · b3 re del bianco · d3 pedone del bianco · f3 pedone del bianco | a7 torre del bianco · e6 re del nero · f6 pedone del bianco · g6 pedone del bianco · d5 pedone del nero · e5 pedone del nero · f5 pedone del nero · d4 alfiere del bianco · f4 pedone del bianco · b3 re del bianco · d3 pedone del bianco · f3 pedone del bianco | 2 |
| 1 | a7 torre del bianco · e6 re del nero · f6 pedone del bianco · g6 pedone del bianco · d5 pedone del nero · e5 pedone del nero · f5 pedone del nero · d4 alfiere del bianco · f4 pedone del bianco · b3 re del bianco · d3 pedone del bianco · f3 pedone del bianco | a7 torre del bianco · e6 re del nero · f6 pedone del bianco · g6 pedone del bianco · d5 pedone del nero · e5 pedone del nero · f5 pedone del nero · d4 alfiere del bianco · f4 pedone del bianco · b3 re del bianco · d3 pedone del bianco · f3 pedone del bianco | a7 torre del bianco · e6 re del nero · f6 pedone del bianco · g6 pedone del bianco · d5 pedone del nero · e5 pedone del nero · f5 pedone del nero · d4 alfiere del bianco · f4 pedone del bianco · b3 re del bianco · d3 pedone del bianco · f3 pedone del bianco | a7 torre del bianco · e6 re del nero · f6 pedone del bianco · g6 pedone del bianco · d5 pedone del nero · e5 pedone del nero · f5 pedone del nero · d4 alfiere del bianco · f4 pedone del bianco · b3 re del bianco · d3 pedone del bianco · f3 pedone del bianco | a7 torre del bianco · e6 re del nero · f6 pedone del bianco · g6 pedone del bianco · d5 pedone del nero · e5 pedone del nero · f5 pedone del nero · d4 alfiere del bianco · f4 pedone del bianco · b3 re del bianco · d3 pedone del bianco · f3 pedone del bianco | a7 torre del bianco · e6 re del nero · f6 pedone del bianco · g6 pedone del bianco · d5 pedone del nero · e5 pedone del nero · f5 pedone del nero · d4 alfiere del bianco · f4 pedone del bianco · b3 re del bianco · d3 pedone del bianco · f3 pedone del bianco | a7 torre del bianco · e6 re del nero · f6 pedone del bianco · g6 pedone del bianco · d5 pedone del nero · e5 pedone del nero · f5 pedone del nero · d4 alfiere del bianco · f4 pedone del bianco · b3 re del bianco · d3 pedone del bianco · f3 pedone del bianco | a7 torre del bianco · e6 re del nero · f6 pedone del bianco · g6 pedone del bianco · d5 pedone del nero · e5 pedone del nero · f5 pedone del nero · d4 alfiere del bianco · f4 pedone del bianco · b3 re del bianco · d3 pedone del bianco · f3 pedone del bianco | 1 |
|   | a | b | c | d | e | f | g | h |   |

Il primo fu composto nel 1905 dal compositore danese Niels Høeg
(vedi diagramma a destra). 
- Soluzione:  1.  f7!

1. ...e4  2. f8=D  ∼ 3. De7/f6#
1. ...Rd6  2. f8=D+  Rc6  3. Dc5#
1. ...exf4  2. f8=T  Rd6  3. Tf6#
1. ...exd4  2. f8=A  Rf6  3. Ta6#
1. ...Rf6  2. f8=C  exd4  3. Tf7#
Da notare l'importanza delle sottopromozioni per la soluzione del problema. Se dopo 1... exf4 oppure 1... exd4 il bianco promuove a donna si ha la patta per stallo, mentre dopo 1... Rf6 2. f8=D non c'è alcun matto in tre mosse.
Dopo aver visto questa composizione, lo statunitense Joseph Ney Babson propose di comporre un problema in cui le promozioni a tutti i pezzi vengono eseguite sia dal bianco che dal nero, con l'ulteriore  condizione che ad ogni promozione l'avversario deve rispondere con la promozione al medesimo pezzo. Questo tipo di problema è detto "tema Babson", o "Babson task". Molti problemisti cercarono di realizzare il tema Babson, ma solo nel 1983 il russo Leonid Yarosh vi riuscì.
In seguito sono stati composti diversi problemi e studi in cui viene realizzato un allumwandlung.